# HYPM
HYPM (англ. Huntingtin interacting protein M) – білок, який кодується однойменним геном, розташованим у людей на короткому плечі X-хромосоми. Довжина поліпептидного ланцюга білка становить 117 амінокислот, а молекулярна маса — 13 442.
| 10         |  | 20         |  | 30         |  | 40         |  | 50         |
| ---------- |  | ---------- |  | ---------- |  | ---------- |  | ---------- |
| MSEKKNCKNS |  | STNNNQTQDP |  | SRNELQVPRS |  | FVDRVVQDER |  | DVQSQSSSTI |
| NTLLTLLDCL |  | ADYIMERVGL |  | EASNNGSMRN |  | TSQDREREVD |  | NNREPHSAES |
| DVTRFLFDEM |  | PKSRKND    |  |            |  |            |  |            |

A: Аланін

C: Цистеїн

D: Аспарагінова кислота

E: Глутамінова кислота

F: Фенілаланін

G: Гліцин

H: Гістидин

I: Ізолейцин

K: Лізин

L: Лейцин

M: Метіонін

N: Аспарагін

P: Пролін

Q: Глутамін

R: Аргінін

S: Серин

T: Треонін

V: Валін